# Piloecium
Piloecium là một chi rêu trong họ Myuriaceae.